# 야프어
야프어(Yapese)는 미크로네시아 연방의 야프섬에서 사용하는 언어로, 오스트로네시아어족 오세아니아어군에 속한다. 이 이상으로 자세히 분류하기는 어려우나, 애드미럴티제도어군에 속할 수도 있다.

## 문자

오세아니아어군의 하위 분기군들. 주황색은 애드미럴티제도어군과 야프어, 귤색은 성마티아제도어군, 초록색은 서오세아니아어군, 보라색은 테모투어군, 나머지는 중동오세아니아어군. 빨간색은 남동솔로몬어군, 파란색은 남오세아니아어군, 분홍색은 미크로네시아어군, 황토색은 중앙태평양 연결체.

야프어는 로마자로 표기한다. 1970년대까지의 야프어 철자법에서는 성문 파열음을 독립된 글자로 적지 않았다. 단어 끝의 성문 파열음은 마지막 모음 글자를 두 번 적는 것으로 나타냈다. 자음의 성문음화는 아포스트로피로 나타냈다. 1970년대에는 모음 글자를 두 번 적어 장모음을 나타내는 정서법이 만들어졌고, 성문 파열음이 적히지 않았을 때의 중의성을 막고자 성문 파열음을 q로 적었다. 이렇게 q를 쓰는 새 정서법은 보편적으로 사용되는 것은 아니나, 야프섬에 관한 많은 저작과 지도에서 이 정서법으로 지명을 나타내며, 야프어와 그 정서법에 익숙하지 않은 사람들에게는 혼란스러울 만큼 많은 q 자가 쓰인다.

## 음운론
모음 하나로만 이루어진 일부 문법적 형태들을 제외하면, 음절 구조는 CV(C)이다.

### 자음
야프어는 방출 마찰음이 존재하는 세계에서 비교적 드문 언어들 중 하나이다. 야프어의 방출음은 /pʼ tʼ kʼ θʼ/이다. 또한 성문음화된 비음 /mˀ nˀ ŋˀ/과 접근음 /jˀ wˀ lˀ/이 있다.
아래 표에는 각 음소가 야프어 정서법에서 그에 해당하는 자소와 짝지어 나열되어 있다.
|        |      | 양순음  | 치음     | 치경음  | 경구개음  | 연구개음 | 성문음      |
| ------ | ---- | ------- | -------- | ------- | --------- | -------- | ----------- |
| 비음   | 단순 | m <m>   |          | n <n>   |           | ŋ <ng>   |             |
| 비음   | 성문 | mˀ <m'> |          | nˀ <n'> |           | ŋˀ <ng'> |             |
| 파열음 | 단순 | p <p>   |          | t <t>   |           | k <k>    | ʔ <q>(/<'>) |
| 파열음 | 방출 | pʼ <p'> |          | tʼ <t'> |           | kʼ <k'>  |             |
| 마찰음 | 무성 | f <f>   | θ <th>   | s <s>   | ʃ <ch>    | x <g>    | (h) <h>     |
| 마찰음 | 유성 | β <b>   | ð <d>    |         |           |          |             |
| 마찰음 | 방출 |         | θʼ <th'> |         |           |          |             |
| 접근음 | 단순 |         |          | l <l>   | j <y>/<j> | w <w>    |             |
| 접근음 | 성문 |         |          | lˀ <l'> | jˀ <y'>   | wˀ <w'>  |             |
| 전동음 | 단순 |         |          | r <r>   |           |          |             |

/h/ <h>와 /j/ <j>는 영어 및 일본어 차용어에만 나타난다 (그러나 /j/ <y>는 고유어에도 나타난다).

### 모음
아래 표에는 각 음소가 야프어 정서법에서 그에 해당하는 자소와 짝지어 나열되어 있다.
|          | 전설   | 전설    | 전설   | 전설    | 후설   | 후설   | 후설    | 후설    |
| 비원순   | 비원순 | 원순    | 원순   | 비원순  | 비원순 | 원순   | 원순    |         |
| 단모음   | 장모음 | 단모음  | 장모음 | 단모음  | 장모음 | 단모음 | 장모음  |         |
| -------- | ------ | ------- | ------ | ------- | ------ | ------ | ------- | ------- |
| 고모음   | ɪ <i>  | iː <ii> |        |         |        |        | ʊ <u>   | ʊː <uu> |
| 중모음   | ɛ <e>  | eː <ee> | œ <ö>  | œː <oe> | ʌ <a>  |        | ɔ <o>   | ɔː <oo> |
| 근저모음 | æ <ë>  | æː <ea> |        |         |        |        |         |         |
| 저모음   | a <ä>  | aː <ae> |        |         |        |        | ɑː <aa> |         |

## 문법

### 형태론

#### 중첩
야프어는 (1a-b)처럼 기동 형용사에서 상태 형용사를 파생시키거나, (2a-b)처럼 동사의 지소형을 만드는 등 여러 형태론적 기능에 중첩을 이용한다.
(1a)
roow
become.red
'빨개지다'
(1b)
roow~roow
STAT~red
'빨갛다'
(2a)
toey
chop
'썰다'
(2b)
si-toey~toey
DIM-DIM~chop
'조금 썰다'

#### 대명사
야프어의 인칭 대명사는 세 가지 문법적 수(단수, 쌍수, 복수)와 세 가지 인칭(1인칭, 2인칭, 3인칭) 및 청자 포함 여부를 구별한다.
|                  | 단수 | 쌍수   | 복수   |
| ---------------- | ---- | ------ | ------ |
| 1인칭, 청자 포함 |      | gadow  | gadaed |
| 1인칭, 청자 제외 | gaeg | gamow  | gamaed |
| 2인칭            | guur | gimeew | gimeed |
| 3인칭            | qiir | yow    | yaed   |